# Танец реальности
«Танец реальности» (исп. La danza de la realidad) — седьмой полнометражный фильм Алехандро Ходоровски и его первый фильм за 23 года. Премьера фильма состоялась на Каннском кинофестивале в 2013 году. Фильм снят на основе книги Ходоровски «Танец реальности: психомагия и психошаманство», опубликованной в 2001 году на испанском языке.

## Сюжет
Чили, 1930-е годы. В стране набирают силу революционные движения — тоталитарный режим Карлоса Ибаньеса доживает свои последние дни. В это время в семье еврейских беженцев из Украины растёт мальчик по имени Алехандро Ходоровски, и в будущем ему суждено стать известным кинорежиссёром-автором. Пока же он, стиснув зубы, терпит выходки деспотичного отца-сталиниста, сносит насмешки одноклассников, водит дружбу с уличными пророками и познает мир, в котором милость всегда сменяется жестокостью, а удовольствие немыслимо без страдания.

## Релиз
Премьера фильма состоялась 18 мая 2013 года на Каннском кинофестивале. Фильм получил стоячие овации.

### Реакция критиков
Фильм получил положительный прием у критиков. Сайт-агрегатор кинорецензий Rotten Tomatoes дал фильму 94%, основываясь на 51 рецензии.
Майкл Аткинсон из LA Weekly назвал «Танец реальности» лучшим фильмом Ходоровски>. Майкл Филлипс из Chicago Tribune написал: «Длящийся больше двух часов, фильм, конечно, может показаться затянутым, но в итоге это живое кино с таким количеством образов и идей, что их хватило бы на несколько фильмов — кажется, будто Ходоровски боялся, что для того, чтобы снять следующий фильм, ему снова придётся ждать 20 лет». Стефани Мерри из Washington Post описала фильм как «сюрреалистическую автобиографию, смешавшую в себе фантастических персонажей, чилийских политиков, религиозные идеи и болезненную правду юности».

## Выход на видеоносителях
Фильм был выпущен на DVD и Blu-ray 26 августа 2014 года. В Чили фильм был выпущен 30 апреля 2015 года и распространялся бесплатно как подарок Ходоровски жителям родной страны.

## В ролях
- Бронтис Ходоровски — Хаим Ходоровски
- Памела Флорес — Сара Ходоровски
- Херемиас Эрсковиц — маленький Алехандро Ходоровски
- Алехандро Ходоровски — взрослый Алехандро Ходоровски
- Бастиан Боденхофер — Карлос Ибаньес
- Андрес Кокс — Дон Акилье
- Адан Ходоровски — Анархист
- Кристобаль Ходоровски — Теософ